# Асакура Фуміо
Асаку́ра Фуміо (яп. 朝倉文夫, あさくらふみお; 1 березня 1883 — 18 квітня 1964) — японський скульптор періодів Мейдзі — Сьова.

## Життєпис
Асакура Фуміо народився 1 березня 1883 у префектурі Ойта. 1907 року він закінчив відділення скульптури Токійської художньої школи. Наступного року на другій Японській виставці мистецтв Асакура представив свою роботу «Темрява», а згодом твори — «Вартовий могил» та «Ідзумі». Його скульптури отримали позитивні відгуки, які дали йому можливість постійно брати участь у виставках національного рівня.
1921 року Асакура був призначений професором Токійської художньої школи. При ній він відкрив приватні курси пластичних мистецтв, де презентував свій стиль плавного реалізму. Асакура мав величезний вплив на світ японських скульпторів, залишаючись їхнім найпочеснішим «старійшиною».
За заслуги, 1919 року Асакура був обраний членом Імперської академії мистецтв Японії, а 1948 року — нагороджений Орденом Культури.
Помер Асакура Фуміо 18 квітня 1964. Поховали його в Осаці.
У Токіо існує Музей пластики Асакури, присвячений роботам цього скульптура.